# Characidium heirmostigmata
Characidium heirmostigmata är en fiskart som beskrevs av Da Graça och Carla Simone Pavanelli 2008. Characidium heirmostigmata ingår i släktet Characidium och familjen Crenuchidae. Inga underarter finns listade i Catalogue of Life.